# Fighting with My Family
Fighting with My Family is een Brits-Amerikaans biografisch sportdrama uit 2019 onder regie van Stephen Merchant, die ook het script schreef. Het verhaal gaat over de weg die showworstelaar 'Paige' aflegt terwijl ze probeert om toegelaten te worden tot de WWE, zoals eerder verbeeld in de documentaire The Wrestlers: Fighting with My Family van Max Fisher.

## Verhaal
Voormalig showworstelaars Patrick en Julia hebben de liefde voor hun sport overgebracht op hun kinderen, Saraya en Zak, en proberen de twee klaar te stomen om ook showworstelaars te worden. Het doel is doorbreken bij de WWE, alleen de selectieprocedure onder leiding van oud-worstelaar Hutch Morgan is lang, zwaar en meedogenloos en de concurrentie groot. Bovendien komt er meer bij kijken dan atletisch vermogen, zoals Morgan Saraya onomwonden duidelijk maakt.

## Rolverdeling
| Acteur         | Personage         |
| -------------- | ----------------- |
| Florence Pugh  | Saraya-Jade Bevis |
| Lena Headey    | Julia Hamer       |
| Nick Frost     | Patrick Bevis     |
| Jack Lowden    | Zak Bevis         |
| Vince Vaughn   | Hutch Morgan      |
| Dwayne Johnson | Als zichzelf      |